# 共同旅行區
共同旅行區 （英語：Common Travel Area）由愛爾蘭共和國、大不列顛及北愛爾蘭聯合王國、曼島、泽西行政区和根西行政区組成。一般情況下，共同旅行區內的移動很少受到限制。英國公民和愛爾蘭公民只需要最低限度的證件就可以自由移動到對方國家。共同旅行區成立於1923年。在1922年，愛爾蘭自由邦自英國獨立，共同旅行區隨之成立。

## 外部連結

共同旅行區

- Irish Government description of the Common Travel Area（页面存档备份，存于）
- Text of the Treaty of Amsterdam（页面存档备份，存于） (see Protocol on the application of certain aspects of Article 7a of the Treaty establishing the European Community to the United Kingdom and to Ireland)